# Karl-Heinz Walther
Karl-Heinz Walther (* 22. Januar 1929 in Darmstadt; † 4. Oktober 1995) war ein deutscher Schauspieler, Regisseur und Theaterintendant.

## Leben und Wirken
Bereits als junger Student der Schauspielkunst an der Hochschule für Musik und Theater Heidelberg gründete Walther 1950 zusammen mit Jochen Ballin, Claire Hahn, Helga Schmidle und Brigitte Zepf das Heidelberger Zimmertheater. Es wurde vor allem durch seine Erst- und Uraufführungen über die Grenzen Heidelbergs hinaus bekannt.
Bis 1960 blieb Walther am Zimmertheater und übernahm zugleich vereinzelte Rollen an den Städtischen Bühnen Heidelberg. Anschließend trat er zunächst als Gastschauspieler an den Städtischen Bühnen Wuppertal und den Kammerspielen Düsseldorf auf, bevor er von 1961 bis 1964 einen Vertrag als Schauspieler am Thalia-Theater Hamburg erhielt. Schließlich übernahm Walther nach Kurt Sieders Tod im Jahr 1964 das von diesem gegründete Grenzlandtheater Aachen, wo er bis 1994 als Schauspieler, Oberspielleiter und Intendant tätig war und ein Jahr später, vermutlich in Aachen, verstarb.
Außerhalb seiner Theaterverpflichtungen übernahm Karl-Heinz Walther zudem einige Filmrollen für das Fernsehen. So war er unter anderem in vier Tatortfolgen sowie einigen Komödien und Serienproduktionen zu sehen.
Sein Hauptengagement lag jedoch in der Regieführung der Karl-May-Festspiele im Rahmen des Elspe-Festivals, wo er von 1973 bis 1994 die Textbücher von Jochen Bludau umsetzte, oftmals mit Pierre Brice in der Rolle des Winnetou. Lediglich einmal, im Jahr 1993 bei der Premiere von Winnetou  1. Teil, übernahm er selbst mit der Rolle des Intschu-tschunas eine schauspielerische Aufgabe in Elspe. Des Weiteren begleitete Walther das Elsper Ensemble bei internationalen Gastauftritten, wo er unter anderem in den Jahren 1978 und 1979 in der Wiener Stadthalle die Regie führte. Als zudem Pierre Brice 1980 und 1983 für seine eigenen Karl-May-Produktionen in der Wiener Stadthalle einen versierten Regisseur suchte, berief er den erfahrenen Walther erneut nach Wien.

## Filmografie (Auswahl)
- 1954: Unsere kleine Stadt (TV-Movie)
- 1957: Lemkes sel. Witwe
- 1959: Student Bilz in: Alt-Heidelberg
- 1971: Hausschild im Tatort: Kressin und der Laster nach Lüttich
- 1972: Hauptwachtmeister Witt in: Privatdetektiv Frank Kross (TV-Serie)
- 1974: Rübensahm in: Ein Herz und eine Seele (TV-Serie)
- 1974: Weber Rolf Piechotta in: Die 7-Tage-Woche des Drahtwebers Rolf Piechotta
- 1975: Dr. Steinke in: Dein gutes Recht (TV-Serie)
- 1976: Paul Hörmann in: Freiwillige Feuerwehr (TV-Serie)
- 1977: Schneider in: Aufforderung zum Tanz (TV-Movie)
- 1977: Paulsdorf im Tatort: Wer andern eine Grube gräbt …
- 1979: Ich bin David in: Lemmi und die Schmöker (TV-Serie)
- 1980: Erkrath in: Jan vom goldenen Stern
- 1985: Kapitän Lübbers im Tatort: Irren ist tödlich
- 1996: Gert Bolten im Tatort: Tod auf Neuwerk (posthum gesendet)

## Karl-Heinz-Walther-Preis
Im Gedenken an Karl-Heinz Walther verleiht seit 1998 der Förderverein des Grenzlandtheaters Aachen jährlich den mit 2.500 € dotierten Karl-Heinz-Walther-Preis sowie einen roten Schal, das Markenzeichen des Namensgebers, an junge herausragende Schauspielerinnen und Schauspieler. Zu den bisherigen Preisträgern zählen unter anderem Oliver Brod, Raphael Grosch, Bianca Hein, Maxine Kazis, Neda Rahmanian, Kaja Schmidt-Tychsen und Alexandra Wilcke.